# Nana Okada
Nana Okada (岡田 奈々 Okada Nana?, nacida el 7 de noviembre de 1997 en Osaka), también conocida como Naachan (なぁちゃん?), es miembro del girl group ídol japonés AKB48 y su grupo hermano STU48. Actualmente se desempeña como miembro del Equipo 4 de AKB48 y capitana de STU48, así como un miembro del subgrupo de AKB48, Tentoumu Chu!. Se unió a AKB48 como parte de los miembros de la 14.ª generación.
Ella tiene la reputación de ser una ídol seria (真面目 majime?), ya que siempre se esfuerza por mantener el más alto nivel de profesionalismo y ser consciente de sus palabras y acciones, y alienta a sus compañeros a hacer lo mismo.

## Carrera

### 2012
Okada se unió a AKB48 como parte de los aprendices de la generación 14, después de no pasar la audición de la generación 13 el año anterior.

### 2013
La subunidad Tentoumu Chu! se formó, formado por los miembros en formación más prometedores de AKB48, SKE48, NMB48 y HKT48. Los miembros seleccionados son Okada, Mako Kojima, Miki Nishino, Ryoha Kitagawa, Nagisa Shibuya, Meru Tashima y Mio Tomonaga. Okada, Kojima y Nishino, las tres miembros de la unidad AKB48, también se hicieron conocidos como las Tres Mosqueteras (三銃士 Sanjūshi?). Más tarde fue promovida al Equipo 4 en agosto de 2013, durante el tercer día del concierto del grupo Tokyo Dome.
En noviembre, una serie de tres episodios en el programa de variedades AKBingo!, facturado "¿Qué tan seria es Nana Okada?" (岡田奈々は一体どこまでマジメなのか？ Okada Nana wa ittai doko made majimena no ka??), se emitió, explorando su personalidad seria. Si bien muchos episodios anteriores y posteriores se han centrado en un solo miembro, esta fue la primera vez que se dedicaron tres episodios consecutivos para ese propósito. 

### 2014
Junto con los miembros Ryoka Oshima y Rina Kawaei, formaron el Equipo Kanagawa para promover los nuevos trenes en la Línea Yokohama. Más tarde, en mayo, fue seleccionada para cantar la canción número 36 del grupo "Labrador Retriever".
En la sexta elección general del grupo para determinar la alineación de su 37.º sencillo, Okada se clasificó por primera vez, con un puesto en el puesto 51, convirtiéndose en parte de Future Girls.
En septiembre, Okada formó parte del elenco del musical de AKB48, una adaptación teatral del manga AKB49: Ren'ai Kinshi Jōrei, interpretando a Haruko Mizuno. En el quinto Torneo Janken del grupo, quedó en el puesto 14 y estuvo en el lado B de la canción solista del ganador Miyuki Watanabe. Para el 38.º sencillo del grupo "Kibouteki Refrain", Okada no fue seleccionada para cantar la canción principal, pero fue asignada como uno de los centros (el otro centro es Nagisa Sakaguchi) para uno de los B-Sides, "Ima, Happy". 

### 2015
El 20 de febrero, Okada fue uno de los 15 miembros de AKB48 que representaron al grupo en un concierto conjunto con el grupo hermano JKT48 en Yakarta y "Bergandengan Tangan dengan Kakak" ("De la Mano con la Hermana Mayor"), y me sorprendió gratamente saber que tenía muchos admiradores en esa ciudad.

### 2016
El 28 de mayo, Okada anunció que iría a una pausa temporal debido a su mala salud y condición física. Regresó tres semanas después y participó en la aparición de AKB48 en la transmisión del 17 de junio de Music Station. En la octava elección de Senbatsu, cuyo anuncio de resultados tuvo lugar al día siguiente en Niigata, ocupó el puesto 14, ingresando así al Senbatsu mediante elecciones por primera vez. En su discurso de aceptación, ella reveló que su pausa se debió a hipoglucemia reactiva.
En agosto, durante un concierto de AKB48 en Sendai, se anunció que Okada sería el foco del cuarto episodio de la serie documental AKB48 Inside Story (AKB48裏ストーリー 'AKB48 Ura Sutōrī'?), producida por TBS Television. El episodio se emitió el 26 de noviembre, titulado Nana Okada, 19 Years Old: The Price of a Dream (岡田奈々19歳、夢の代償 Okada Nana, 19-sai, Yume no Daishō?), y reveló vislumbres de su infancia, su familia y las luchas que la llevaron a su trastorno alimentario y su posterior recuperación. El 31 de enero de 2017 se lanzó una versión extendida con alrededor de treinta minutos adicionales de contenido, incluidas escenas de la celebración de su decimonoveno cumpleaños.

### 2017
El 22 de febrero, Okada anunció que ocupará un puesto concurrente en el nuevo grupo hermano STU48 y servirá como capitana del grupo.
Ella colocó noveno en la novena elección de Senbatsu. En su discurso de aceptación, a la luz de muchos miembros del Grupo AKB48 recientemente involucrados en escándalos para ganar exposición, se comprometió a seguir haciendo todo lo posible para dar un buen ejemplo a los miembros más jóvenes y demostrar que uno puede tener éxito en el grupo a través del trabajo duro, especialmente con su condición de capitana de STU48 y vice-capitana del AKB48 Team 4, y se nombró extraoficialmente a sí misma como la presidenta de moral pública del grupo AKB48.

### 2018
El 16 de enero, Okada celebró su primer concierto en solitario en el Tokyo Dome City Hall, y facturó "Concierto en solitario de Nana Okada ~ Mis cosas preciosas ~" (岡田奈々ソロコンサート～私が大切にしたいもの～ Okada nana sorokonsāto ~ watashi ga taisetsu ni shitai mono ~?).
El 20 de enero, se anunció que Okada será el centro (intérprete principal) del nuevo sencillo de AKB48, que se lanzará el 14 de marzo. El 22 de febrero, se anunció el título del sencillo, "Jabaja". Durante la presentación del sencillo en Music Station el 23 de marzo, se le dio el desafío "sin precedentes" de aparecer en cada corte (más de 50 en total), requiriéndole que memorice los movimientos y cambios de la cámara para toda la presentación.
El 27 de febrero, su primer álbum de fotos, titulado  (飾らない宝石 Kazaranai Hoseki?, "Joyas sin Decoración"), fue lanzado.
En mayo, Okada interpretó a Julieta en la producción de Romeo y Julieta del Theatre Renacchi, dirigida por Yukihiko Tsutsumi y organizada por Rena Kato (Renacchi), miembro de AKB48, después de pasar la audición en febrero.
En junio, Okada ocupó el quinto lugar en la décima elección de Senbatsu después de ocupar el cuarto lugar en las preliminares, convirtiéndose así en un  (神７ Kami 7?, "God 7", miembros del Grupo AKB48 que se ubicaron entre los siete primeros rangos) por primera vez. En su discurso, alentó al ídolo de otakus a enorgullecerse de su apoyo al Grupo AKB48 y sus miembros y los invitó a visitar el teatro de a bordo de STU48, que en ese momento estaba planeado para comenzar a operar en el verano.
En agosto, Okada se sometió a una cirugía por nódulos en las cuerdas vocales y no pudo hablar durante algún tiempo mientras se recuperaba. También se anunció que protagonizaría la obra de teatro de Majimuri Gakuen, basada en el drama televisivo del mismo nombre pero con una trama completamente diferente, que se presentaría en el Nippon Seinenkan Hall en octubre. Su personaje, Nero, es un personaje nuevo hecho para la obra de teatro y es el papel principal junto con Lily, su compañero miembro Yui Oguri, quien es el personaje principal en el drama de televisión.
En diciembre, Okada participó y obtuvo el puntaje más alto en la ronda de calificación de la Competencia de Canto No. 1 del Grupo AKB48. Se colocó en tercer lugar en la final, celebrada en el Akasaka ACT Theatre el 11 de enero de 2019 con Kano Nojima de SKE48 como ganadora.

### 2019
El 22 de enero, el video musical de "Shukkō", una canción de acoplamiento en el segundo sencillo de STU48 "Kaze wo Matsu" centrado por Okada e interpretado por los 33 miembros y aprendices, fue lanzado en YouTube. 
El 14 de marzo, la compañía de capacitación y publicación Benesse lanzó un anime promocional original que presentaba a Okada en su primer papel de actuación de voz y "Shukkō" como su canción final. El 15 de marzo, TC Candler anunció que ocupó el octavo lugar en su lista de las 100 caras más bellas de Asia de 2018; Okada más tarde comentó que estaba "agradecida" por el rango, pero personalmente sintió que no lo merecía.
El 27 de julio, Okada participó en la primera presentación en vivo de AKB48 en Malasia, que fue parte de la Japan Expo Malaysia 2019 en el Pavilion Kuala Lumpur.

### 2022
El 23 de Noviembre anuncia su graduación del grupo a través de su cuenta de Twitter.

## Vida personal

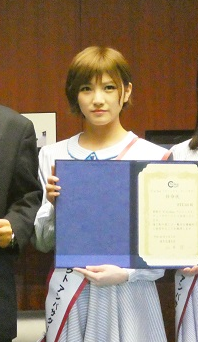
Nana Okada en la ceremonia de nombramiento como embajadora del Ministerio de Tierra, Infraestructura, Transporte y Turismo "Proyecto C to Sea" (2018)

Okada vive en la Prefectura de Kanagawa. Ella tiene dos hermanos mayores y una hermana menor. Su hermano mayor es un profesional médico y a menudo le da consejos dietéticos. Su hermana, Rina, de vez en cuando la acompaña en sesiones de transmisión en vivo y apariciones públicas, especialmente en el Torneo AKB48 Janken 2016, donde se hicieron cosplay de los personajes de la serie de anime Re: Zero - Starting Life in Another World. La familia posee dos Toy Poodles. 
Okada lleva el nombre del número siete, el día de su nacimiento, que se pronuncia como  (七 nana?) en japonés. Ella sabe de la actriz y ex ídolo con quien comparte su nombre y le gustaría conocerla algún día.
Uno de los intereses de Okada es coleccionar manga yuri. Ella ha respaldado varios títulos y sus admiradores a menudo se los regalan. Ella ha dado a entender que ella misma es bisexual y su estrecha relación con el equipo 4 capitán Yuiri Murayama, a la que se refieren los aficionados cariñosamente por el acrónimo "YuuNaa" (ゆうなぁ?) se discute a menudo.

## Discografía

### AKB48
| Año  | N.º | Título | Rol                | Notas |
| ---- | --- | --- | ------------------ | --- |
| 2012 | 28  | "Uza" | Lado B             | Sang en "Otona e no Michi" con los otros miembros aprendices. |
| 2012 | 29  | "Eien Pressure" | Lado B             | Cantó en "Watashitachi no Reason". |
| 2013 | 30  | "So Long!" | Lado B             | Sang en "Tsuyoi Hana" con los otros miembros aprendices. |
| 2013 | 31  | "Sayonara Crawl" | Lado B, Undergirls | Sang en "Bara no Kajitsu" como Undergirls y en "Love Shugyo" como miembros aprendices.                                                                                        |
| 2013 | 32  | "Koi Suru Fortune Cookie" | Lado B             | No se clasificó en las elecciones generales de 2013. Sang en "Aozora Cafe".                                                                                                   |
| 2013 | 33  | "Heart Electric" | Lado B             | Sang en "Kimi Dake ni Chu! Chu! Chu!", La primera canción del subgrupo Tentoumu Chu! y en "Filosofía Seijun" como Equipo 4.                                                   |
| 2013 | 34  | "Suzukake no Ki no Michi de "Kimi no Hohoemi o Yume ni Miru" to Itte Shimattara Bokutachi no Kankei wa Dō Kawatte Shimau no ka, Bokunari ni Nan-nichi ka Kangaeta Ue de no Yaya Kihazukashii Ketsuron no Yō na Mono" | Lado B             | Sang en "Party is Over" como AKB48 y "Erande Rainbow" como parte de Tentoumu Chu!                                                                                             |
| 2014 | 35  | "Mae Shika Mukanee" | Lado B             | Sang en "Kinou Yori Motto Suki" como parte de la unidad de un solo disparo Smiling Lions.                                                                                     |
| 2014 | 36  | "Labrador Retriever" | Lado A             | Primer lado A. También cantó en "Heart no Dasshutsu Game" como parte del Equipo 4.                                                                                            |
| 2014 | 37  | "Kokoro no Placard" | Chicas del futuro  | Clasificado 51 en las elecciones generales de 2014. Cantó en "Seikaku ga Warui Onna no Ko".                                                                                   |
| 2014 | 38  | "Kibouteki Refrain" | Lado B             | Sang en "Ima, Happy" como Baragumi, y fue el centro junto a Nagisa Sakaguchi, miembro del Equipo 8. También cantó en "Me o Akete Mama no First Kiss" como Team 4.             |
| 2015 | 39  | "Green Flash (canción)" | Lado B             | Sang en "Hatsukoi no Oshibe" como Tentoumu Chu! & Kabutomu Chu !. |
| 2015 | 40  | "Bokutachi wa Tatakawanai" | Lado A             | Sang en "Bokutachi wa Tatakawanai" sin participar en el video musical. También cantó en "Summer Side" como Selección 16, y "'Danshi' wa Kenkyuu Taishou" como Tentoumu Chu !. |
| 2015 | 41  | "Halloween Night" | Under Girls        | Clasificado 29 en las elecciones generales de 2015. Sang en "tabla de surf Sayonara"                                                                                          |
| 2015 | 42  | "Kuchibiru ni Be My Baby" | Lado B             | Sang en "Kimi wo Kimi wo Kimi wo ..." como Jisedai Senbatsu, y "Nanka, Chotto, Kyuu ni ..." como el Equipo 4.                                                                 |
| 2016 | 43  | "Kimi wa Melody" | Lado B             | Marcado como el décimo aniversario Single. También cantó en "Mensaje LALALA".                                                                                                 |
| 2016 | 44  | " Tsubasa wa Iranai" | Lado A             | Sang Kangaeru Hito como Equipo 4. |
| 2016 | 45  | " LOVE TRIP " | Senbatsu           | Rango 14 en las elecciones generales de 2016. |
| 2016 | 46  | " High Tension" | Lado A             | Sang en "Seijun cansado" como Tentoumu Chu! |
| 2017 | 47  | "Shoot Sign" | Lado A             | Sang en "Accidente Chu!" como U-19 Senbatsu y "Dare no Koto wo Ichiban Aishiteiru?" como Sakamichi AKB.                                                                       |
| 2017 | 48  | "Negaigoto no Mochigusare" | Lado A             | Sang en "Ima Para" y en "Setouchi no Koe" como STU48. |
| 2017 | 49  | "#SukiNanda" | Senbatsu           | Clasificado noveno en las elecciones generales 2017 |
| 2017 | 50  | "11gatsu no Anklet" | Lado A             | Sang en "Omoidasette Yokatta" como STU48 y "Yosougai no Story" como Vocal Senbatsu.                                                                                           |
| 2018 | 51  | "Jabaja" | Centro             | Primera posición central del lado A |
| 2018 | 52  | "Teacher Teacher" | Lado A             | |
| 2018 | 53  | "Sentimental Train" | Senbatsu           | Clasificado quinto en las elecciones generales de 2018 (primer puesto de Kami 7)                                                                                              |
| 2018 | 54  | "No Way Man" | Lado A             | |
| 2019 | 55  | "Jiwaru Days" | Lado A             | |

## Apariciones

### Unidades de escenario
AKB48 Kenkyuusei Stage "Boku no Taiyo" (僕の太陽"Boku no Taiyo"?)
1. "Idol Nante Yobanaide" (アイドルなんて呼ばないで?)
2. "Boku to Juliet to Jet Coaster" (僕とジュリエットとジェットコースター?)

AKB48 Kenkyuusei Stage "Pajama Drive" (パジャマドライブ"Pajama Drive"?)
1. "Temodemo no Namida" (てもでもの涙?)
2. "Kagami no Naka no Jean Da Arc" (鏡の中のジャンヌダルク?)

Equipo 4 2da Etapa "Te o Tsunaginagara" (手をつなぎながら"Te o Tsunaginagara"?)
1. "Ame no Pianist" (雨のピアニスト?)

Equipo 4 3ra Etapa "Idol no Yoake" (アイドルの夜明け"Idol no Yoake"?)
1. "Kuchi Utsushi no Chocolate" (口移しのチョコレート?)
2. "Itoshiki Natasha" (愛しきナターシャ?)

Takahashi Team 4 Stage "Yume wo shinaseru wake ni ikanai" (夢を死なせるわけにいかない"Yume wo shinaseru wake ni ikanai"?)
1. "Confession" (Confession?)

Murayama Team 4 Stage "Te o Tsunaginagara" (手をつなぎながら"Te o Tsunaginagara"?)
1. "Kono Mune no Barcode" (この胸のバーコード?)

### Variedad de TV
- AKBingo! (2012–)
- Ariyoshi AKB Kyowakoku (有吉AKB共和国?)  (2012-2016)
- AKB Nemousu TV (AKBネ申テレビ?)  (2013–)
- (てんとうむChu!の世界をムチューにさせます宣言! Tentoumu-Chu! no Sekai o Muchu ni Sasemasu Sengen!?, Tentoumu Chu! Declaration to Dazzle the World!)  (2014)[50]

### Dramas televisivos
- ¡Hasta la vista! (2013), ella misma
- (女子高警察 Joshikouseisatsu?, High School Girl Police)  (2013-2014), Ella Misma[51]
- Majisuka Gakuen 4 (2015), Katabutsu
- Majisuka Gakuen 5 (2015), Katabutsu
- AKB Horror Night: Adrenaline's Night Ep.34 - Way Back (2016)
- AKB Love Night: Love Fatory Ep.23 - La mirada del cielo de amor (2016), Manami
- Cabasuka Gakuen (2016), Katabutsu (Karei)

### Radio
- AKB48 no All Night Nippon (AKB48のオールナイトニッポン?) (2013 – present)
- Listen? Live 4 Life (リッスン? 〜Live 4 Life〜?) (2014)

### Musicales
- AKB49: Ren'ai Kinshi Jōrei adaptación escénica (2014) - Haruko Mizuno[14]
- Majisuka Gakuen: Perdido en el supermercado (2016) - Katabutsu[52]
- Majimuri Gakuen (2018) - Nerón[30]